# Kolhoz
Kolhoz (ruski: колхоз) je bio oblik poljoprivrednog zadrugarstva u Sovjetskom Savezu, koji je koegzistirao s državnim poljoprivrednim gospodarstvom sovhozom. Kolhoz je slogovna kratica naziva коллекти́вное хозя́йство (kolektivno gospodarstvo), dok je sovhoz kratica naziva советское хозяйство (sovjetsko gospodarstvo). 
1948. godine je, nakon donošenja Rezolucije Informbiroa, a kako bi se dokazalo da su Tito i njegovi suradnici doista pravi komunisti, u komunističkoj Jugoslaviji provedena kolektivizacija sela po uzoru na sovjetske kolhoze. U jugoslavenskom slučaju, seljačke kolektive se nazivalo zadrugama, a učlanjivanje seljaka u njih (što je podrazumijevalo odricanje od vlasništva zemlje i stoke) je provođeno pod pritiskom vlasti, sve prema sovjetskom uzoru. Kolosalni socijalni eksperiment je dao loše rezultate – glad u državi je izbjegnuta zahvaljujući humanitarnoj pomoći iz SAD-a i drugih zemalja demokratskog svijeta, koje su zasnovale savezništvo s komunističkom Jugoslavijom – te se od njega odustalo nakon nekoliko godina.

## Kolhozi i sovhozi
Kolhozi i sovhozi bili su dvije sastavnice socijalističkog sektora u poljoprivredi, koji je razvijan nakon pobjede Oktobarske revolucije 1917. godine, kao protuteža obiteljskim poljoprivrednim gospodarstvima. Pokret zadrugarstva u Sovjetskom Savezu je dvadesetih godina još bio naizgled spontan i dragovoljan, te se oskazivao u tri glavna oblika: TOZ (seljačka radna zadruga, gdje su i zemlja i alati ostajali u vlasništvu seljaka, ali je rad bio kolektiviziran, dok je prihod raspodjeljivan i s obzirom na vlasništvo i s obzirom na rad), artelj (poljoprivredna radna zadruga, gdje su kolektivizirani i alati i zemlja, osim kuće i okućnice, a prihod je raspodjeljivan s obzirom na radne dane, trudodane), te seljačka gospodarska komuna, tj.  "sovhoz"  (gdje je sve imanje bilo kolektivizirano, a prihod je raspodjeljivan s obzirom na potrebe pojedinaca odnosno obitelji; te su komune osnivane samo na nacionaliziranim zemljištima koja su prethodno pripadala plemićima ili manastirima  Arhivirana inačica izvorne stranice od 20. veljače 2021. (Wayback Machine)
). Po popisu 1929. čak 60.2 posto kolhoza činili su TOZ-ovi, 33,6 posto artelji, a samo 6,2 posto komune.[neaktivna poveznica]
Svesavezna komunistička partija (boljševika) je 1929. odlučila a 1930. počela provoditi nasilnu kolektivizaciju seoskih poljoprivrednih gospodarstava poslije koje je kolhoz postao obavezan, preuzevši aspekt državnog gospodarstva, pa je kasnijih godina bila česta praksa mijenjnja statusa kolhoza u sovhoz ili obrnuto.  Razlika je praktički ukinuta pošto je Hruščëvljevo vodstvo KPSS uvelo zajamčene plaće i za kolhoznike. Kolhoznici su sustavom putovnica bili onemogućeni seliti se u grad, a do 1969. godine su i djeca rođena u kolhozu bila obavezna ondje ostati, pa je ta vezanost za zemlju kolhoznike djelomice vratila u feudalizam.
Za razliku od kolhoza, koji su obuhvatili imanja seljaka i službeno bili njihovo kolektivno vlasništvo, sovhozi su službeno bili u vlasništvu države. Uglavnom je bila riječ o imanjima koja su prije revolucije bila u vlasništvu vlastele; ta su imanja u prosjeku bila veća (oko 15.000 hektara, u prosjeku, tj. približno triput veća od kolhoza), raspolagala najboljom zemljom i najlakše dolazila do mehanizacije i drugih sredstava za modernu poljoprivredu. 

## Statistički podaci o kolhozima u SSSR
Kolhozi i sovhozi u SSSR: broj gospodarstava, prosječna veličina i udio u poljoprivrednoj proizvodnji
| Godina | Broj kolhoza | Broj sovhoza | Veličina kolhoza u ha | Veličina sovhoza u ha | Udio kolhoza | Udio sovhoza | Udio domaćinstava |
| ------ | ------------ | ------------ | --------------------- | --------------------- | ------------ | ------------ | ----------------- |
| 1960.  | 44.000       | 7400         | 6600                  | 26.200                | 44 %         | 18 %         | 38 %              |
| 1965.  | 36.300       | 11.700       | 6100                  | 24.600                | 41 %         | 24 %         | 35 %              |
| 1970.  | 33.000       | 15.000       | 6100                  | 20.800                | 40 %         | 28 %         | 32 %              |
| 1975.  | 28.500       | 18.100       | 6400                  | 18.900                | 37 %         | 31 %         | 32 %              |
| 1980.  | 25.900       | 21.100       | 6600                  | 17.200                | 35 %         | 36 %         | 29 %              |
| 1985.  | 26.200       | 22.700       | 6500                  | 16.100                | 36 %         | 36 %         | 28 %              |
| 1990.  | 29.100       | 23.500       | 5900                  | 15.300                | 36 %         | 38 %         | 26 %              |

Izvor: Statistički godišnjak SSSR, navedena godišta, Državni statistički komitet SSSR, Moskva.

## Nestajanje kolhoza nakon 1991.
Poslije raspada Sovjetskog Saveza Kolhozi su posve nestali u zakavkaskim i srednjoazijskim državama, dijelom u sklopu opće privatizacije (Gruzija, Azerbajdžan itd.), dijelom državnim dekretima o njihovoj preobrazbi (Turkmenistan, Tadžikistan itd.)
Opstaju u Rusiji, Ukrajini i Moldaviji, ali njihov broj i njihov udio u poljoprivredi stalno se smanjuju.

Broj kolhoza i inih poljoprivrednih zadruga u Rusiji, Ukrajini i Moldaviji 1990. – 2005.
|        | Rusija       | Rusija         | Ukrajina     | Ukrajina       | Moldavija    | Moldavija      |
| Godina | Broj kolhoza | Zadruge ukupno | Broj kolhoza | Zadruge ukupno | Broj kolhoza | Zadruge ukupno |
| ------ | ------------ | -------------- | ------------ | -------------- | ------------ | -------------- |
| 1990.  | 12.800       | 29.400         | 8354         | 10,792         | 531          | 1891           |
| 1995.  | 5522         | 26.874         | 450          | 10,914         | 490          | 1232           |
| 2000.  | 3000         | 27.645         | 0            | 14,308         | 41           | 1386           |
| 2005.  | 2000         | 22.135         | 0            | 17,671         | 4            | 1846           |

Izvori: 
- Za Rusiju: Poljoprivreda u Rusiji, statistički godišnjak, Državni statistički komitet, Moskva, navedena godišta.
- Za Ukrajinu: Rethinking Agricultural Reform in Ukraine  Arhivirana inačica izvorne stranice od 28. listopada 2008. (Wayback Machine), IAMO, Halle, Njemačka.
- Za Moldaviju: Tablice zemljišne bilance, Državna agencija za zemljišni katastar, Chisinau, navedena godišta.

Valja, međutim, opaziti da su zbog ukidanja kolhoza i sovhoza samo rijetko nastajala individualna poljoprivredna gospodarstva: u većini slučajeva se promijenio pravni oblik funkcioniranja, ali je kolektiv nastavio raditi manje-više kao i do tada. Tijekom 1990-ih godina se, zapravo, moglo reći da se samo promijenio natpis na vratima uprave. Članovi kolhoza, naime, nisu imali ni alata, ni novca, ni znanja ni navika potrebnih za vođenje samostalnih imanja – uglavnom su bili zadovoljni ako im se dalo više slobode da u svojim štalama uzgajaju svinje i drugu stoku (često, plaćajući kolektivu za stočnu hranu – svojim radom), spremaju meso u vlastitim pušnicama i slobodno prodaju meso, voće povrće i razne seoske proizvode koji su proizveli u svojim kuhinjama i pojatama. Tek nakon više od dvadeset godina, s promjenom generacija, primjećuje se na ruskom selu pravi oporavak kvalitete gospodarenja i rast proizvodnje.